# La concettione della Beata Vergine

La concettione della Beata Vergine (« La conception de la Sainte Vierge ») est un oratorio latin d'Alessandro Scarlatti, pour quatre solistes (SATB), deux violons et basse continue, sur un livret d'un auteur anonyme, créé à Rome en 1703.
Cet oratorio recycle la musique d'un autre oratorio antérieur perdu, intitulé I dolori di Maria sempre vergine, créé à Naples en 1693. 
La musique est allégorique plus que dramatique. Au début, la Grâce affirme que Marie est intacte du péché originel. Le serpent trouve l'idée absurde et raille la Grâce. L'Hérésie sème le doute et la discorde parmi les fidèles. L'Archange Michael intervient renforçant la doctrine de la Grâce, développée dans plusieurs arias. Finalement, tant Hérésie que le serpent capitulent à contrecœur.

## Oratorio sopra la concettione della Beata Vergine
Oratorio per soli, due violini e basso continuo (Rome 1703)
| Arcangelo Michele | soprano |
| La Gracia         | alto    |
| Eresia            | ténor   |
| Il serpente       | basse   |

### Première partie
- Sinfonia
- Recitativo (La Gracia) - "Linquite maerorem"
- Aria (La Gracia) - "Dum Mariae scintillat Lux"
- Recitativo (Il serpente) - "Sile, gratia"
- Aria (Il serpente) - "Nam triumphi Jucundos honores"
- Recitativo (Arcangelo Michele) - "Tantum audes o serpens"
- Aria (Arcangelo Michele) - "Qualis noctis fugat bella"
- Recitativo (Eresia) - "Ex Auerni latebris"
- Aria (Eresia) - "Fida comes sum"
- Duetto (Eresia, Il serpente) - "Eya ergo quid tardamus"
- Recitativo (La Gracia) - "Silete jam silete"
- Trio (La Gracia, Eresia, Il serpente) - "O! Quantum erratis"
- Aria (La Gracia) - "Accepto furore"

### Seconde partie
- Recitativo (La Gracia) - "Aligeri exhibeant modo"
- Aria (La Gracia) - "Nundum Sydera micabant"
- Recitativo (Eresia) - "Ergo haeresis cedat"
- Aria (Eresia) - "Coeli stellae si furores"
- Recitativo (Arcangelo Michele) - "Quid tentas"
- Aria (Arcangelo Michele) - "Cede fuge superstitio"
- Recitativo (La Gracia) - "Gaudete gentes"
- Aria (La Gracia) - "Conceptam virginem"
- Recitativo (La Gracia, Il serpente) - "Sed quo haeresis pergis"
- Aria (Il serpente) - "Gratia vincis"
- Recitativo (La Gracia) - "Fremit serpens"
- Coro (SATB) "Quae est hodie concepta"

## Enregistrement et sources
- La Concettione della Beata Vergine - Melissa Givens, soprano ; Ars Lyrica Houston, dir./ clavecin et orgue Matthew Dirst (10-11 août 2005, Naxos 8.570950) (OCLC 704906645 et 906159070) — Enregistrement en première mondiale. Avec Euridice dall'Inferno (cantate). Sonate pour violoncelle n° 2 en do mineur. Toccata en la majeur.